# BPF Schilders
De Stichting Bedrijfstakpensioenfonds voor het Schilders-, Afwerkings- en Glaszetbedrijf (meestal afgekort als: BPF Schilders) is een Nederlands pensioenfonds en opgericht in 1951. De pensioenuitvoeringsorganisatie van BPF Schilders is PGGM N.V.

## Omvang
Eind 2024 telde BPF Schilders 2.072 aangesloten werkgevers, 34.685 premiebetalende deelnemers, ruim bijna 32.000 gewezen deelnemers en 36.537 pensioengerechtigden. Het pensioenfonds had eind 2024 een belegd vermogen van € 9,3 miljard.

## Structuur
Het bestuur van BPF Schilders bestuurt en beheert de stichting. Dit doet het onder toezicht van het verantwoordingsorgaan en de raad van toezicht. Deze ziet toe op het functioneren van het bestuur. Het bestuur legt verantwoording af aan het verantwoordingsorgaan over het beleid en de wijze waarop het is uitgevoerd. Het bestuur van BPF Schilders bestaat uit een vertegenwoordiging van de werkgevers- en werknemersorganisaties in de branche. Het bestuur is aangevuld met een bestuurslid namens zzp’ers, een bestuurslid namens gepensioneerden en twee onafhankelijke deskundigen op het gebied van risicomanagement en vermogensbeheer.